# Stratham
Stratham est une municipalité américaine située dans le comté de Rockingham au New Hampshire. Selon le recensement de 2010, sa population est de 7 255 habitants.

## Géographie
La municipalité s'étend sur 15,47 milles carrés (40,07 km2), dont 0,36 milles carrés (0,93 km2) d'étendues d'eau.

## Histoire
La localité est fondée en 1631 sous le nom de Squamscott. Elle fait partie de Hampton puis d'Exeter, avant de devenir une municipalité en 1716. Elle est nommée en l'honneur de Wriothesley Russell, baron Howland de Streatham, un proche du gouverneur Samuel Shute (en).

## Démographie
La population de Stratham est estimée à 7 403 habitants au 1er juillet 2016.
Stratham est une ville aisée et éduquée. Le revenu par habitant était en moyenne de 53 588 dollars par an entre 2012 et 2016, largement au-dessus de la moyenne du New Hampshire (35 264 dollars) et de la moyenne nationale (29 829 dollars). Sur cette même période, seulement 0,3 % des habitants de Stratham vivaient sous le seuil de pauvreté (contre 7,3 % dans l'État et 12,7 % à l'échelle des États-Unis). De même, 63 % de la population avait au moins un bachelor degree (contre 35,5 % et 30,3 %).